# Moneilema subrugosum
Moneilema subrugosum là một loài bọ cánh cứng trong họ Cerambycidae.